# Bolsa Nacional de Valores

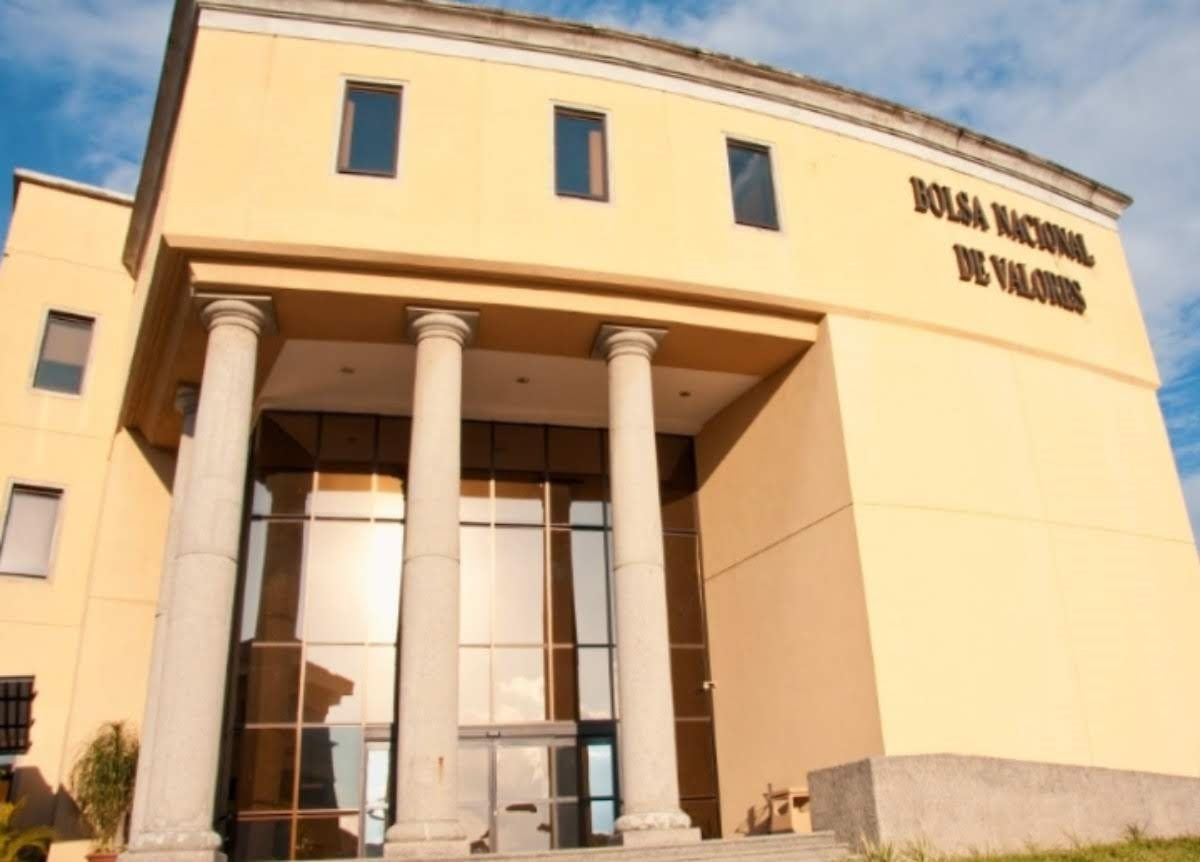
Bolsa Nacional de Valores (2019)

Die Bolsa Nacional de Valores (BolsaCR) ist eine Wertpapierbörse in Costa Rica mit dem Ziel, die Entwicklung und den Zugang zum costa-ricanischen Kapitalmarkt zu fördern, um so zum Wirtschaftswachstum des Landes beizutragen. Sie befindet sich in der Hauptstadt San Jose. Seit mehr als vier Jahrzehnten hat sie sich als Vermittler von Kapital für den öffentlichen und privaten Sektor engagiert. Heute fördert sie eine nachhaltige Entwicklung des Wachstums des Wertpapiersektors durch Initiativen und Finanzprodukte, die Gesellschaft und Nachhaltigkeit berücksichtigen.

## Geschichte
Die ersten Versuche, eine Börse in Costa Rica einzurichten, gehen auf die 1940er Jahre zurück, als die „Bolsa de Valores de San José“ gegründet wurde.
Bis September 1970 gründete eine Gruppe von Geschäftsleuten, die in der Nationalen Finanz-, Investitions- und Kreditkammer (CANAFIC) zusammengeschlossen waren, die Nationale Börse (BNV). Die Aufnahme der Tätigkeit des Unternehmens verzögerte sich, vor allem weil für die Planung und Umsetzung der gesamten Infrastruktur ein erheblicher Kapitalbedarf bestand.
1974 wurde das staatliche Unternehmen CODESA (Corporación Costarricense de Desarrollo) gegründet und erwarb alle Aktien der Bolsa, die von der Zentralbank zum Verkauf angeboten worden waren. CODESA unternahm die notwendigen Schritte, um die Bolsa in Betrieb zu nehmen. Sie nahm die Beratung der Organisation Amerikanischer Staaten (OAS) in Anspruch, um die entsprechenden Durchführbarkeitsstudien zu erstellen.
Nachdem die Analysen und die Organisation abgeschlossen waren, hielt die Börse am 19. August 1976 ihre erste Sitzung ab und wurde am 29. September desselben Jahres vom damaligen Präsidenten der Republik, Daniel Oduber Quirós, offiziell eingeweiht.
Obwohl die Bolsa zum Zeitpunkt ihrer Gründung im Jahr 1976 ein ehrgeiziges Projekt war, in das viele Costa Ricaner kein Vertrauen hatten, ist es der BNV im Laufe ihrer Geschichte gelungen, sich mehr und mehr auf dem costa-ricanischen Aktienmarkt zu positionieren und zu konsolidieren.

## Mitgliedschaften
Sie ist Mitglied der:
- Federación Iberoamericana de Bolsas[3]
- Sustainable Stock Exchanges Initiative